# Красноухий астрильд
Красноухий астрильд (лат. Uraeginthus bengalus) — мелкая воробьиная птица из семейства вьюрковых ткачиков, обитающая в засушливых районах тропической Африки к югу от Сахары. По оценкам, ареал вида охватывает территорию площадью 7,700,000 км².

## Таксономия
Впервые красноухий астрильд был описан в переиздании «Системы природы» 1766 года, где Карл Линней поместил птицу в род зябликов. Позднее птицу вместе с остальными астрильдами переместили в род мотыльковых астрильдов. Красноухий, синеголовый и ангольский астрильды внутри рода сформировали видовую группу. Более того, красноухий вместе с ангольским астрильдом образовали надвид, с которым он разделяет схожую среду обитания.
Существует пять подвидов, которые различаются главным образом степенью синего оперения на голове и нижними частями туловища самок:U. b. bengalus (Linnaeus, 1766), U. b. brunneigularis (Mearns, 1911), U. b. katangae (Vincent, 1934), U. b. littoralis (Someren, 1922) и U. b. ugogoensis (Reichenow, 1911). 15 февраля 2013 года Американский орнитологический союз посчитал, что у красноухого астрильда, как и у бананового певуна, неясное положение в систематике. По этому поводу не было дано каких-либо объяснений, а мнение кажется ошибочным.

## Описание
Как и другие представители рода, краснощёкий астрильд очень маленькая птица, размером всего 12,5–13 см в длину. Вес птицы в среднем - 9,9 грамм, однако бывали в диких популяциях случаи, когда он составлял от 8,9 до 11 грамм. У взрослого самца равномерно-бурые верхние части тела, бледно-голубые грудь, бока и хвост, а также жёлтое брюхо. На голове по бокам расположены красные пятна, иногда оранжевого или даже жёлтого цвета. Самки похожи на самцов, однако у них тёмное оперение и отсутствуют боковые пятна на голове. Молодые особи похожи на самок, но с малым количеством голубого оперения на голове и шее.

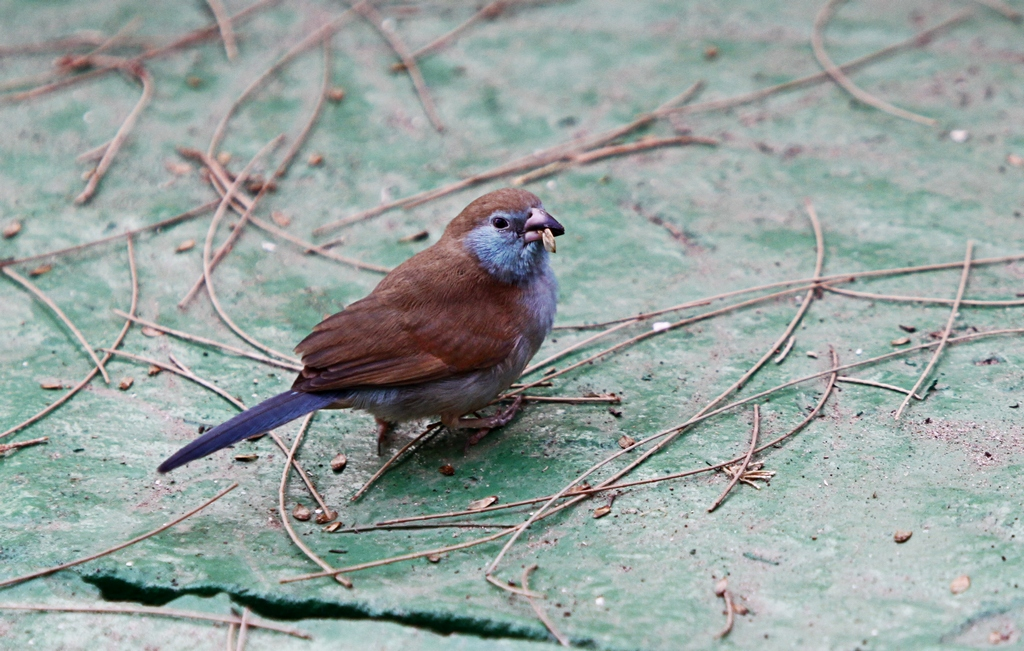
Самка в Гамбии
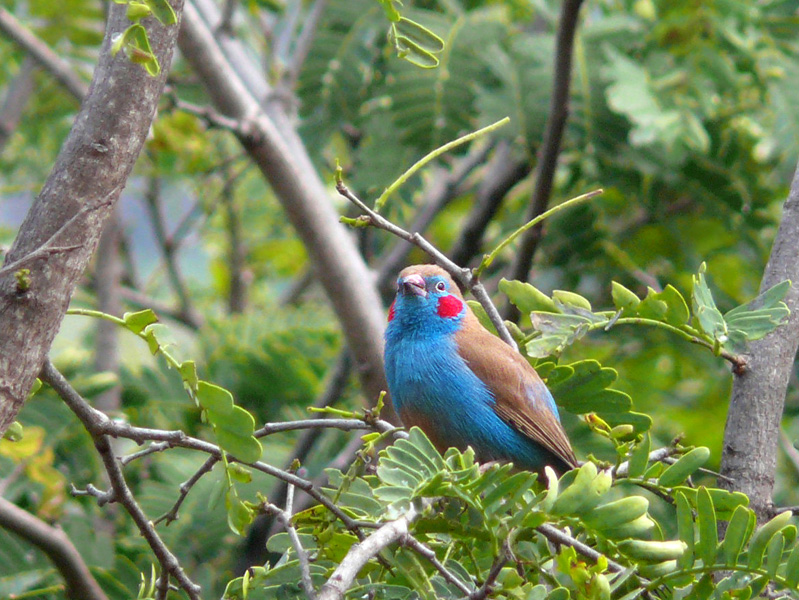
В Наньюки (Центральная Кенния)
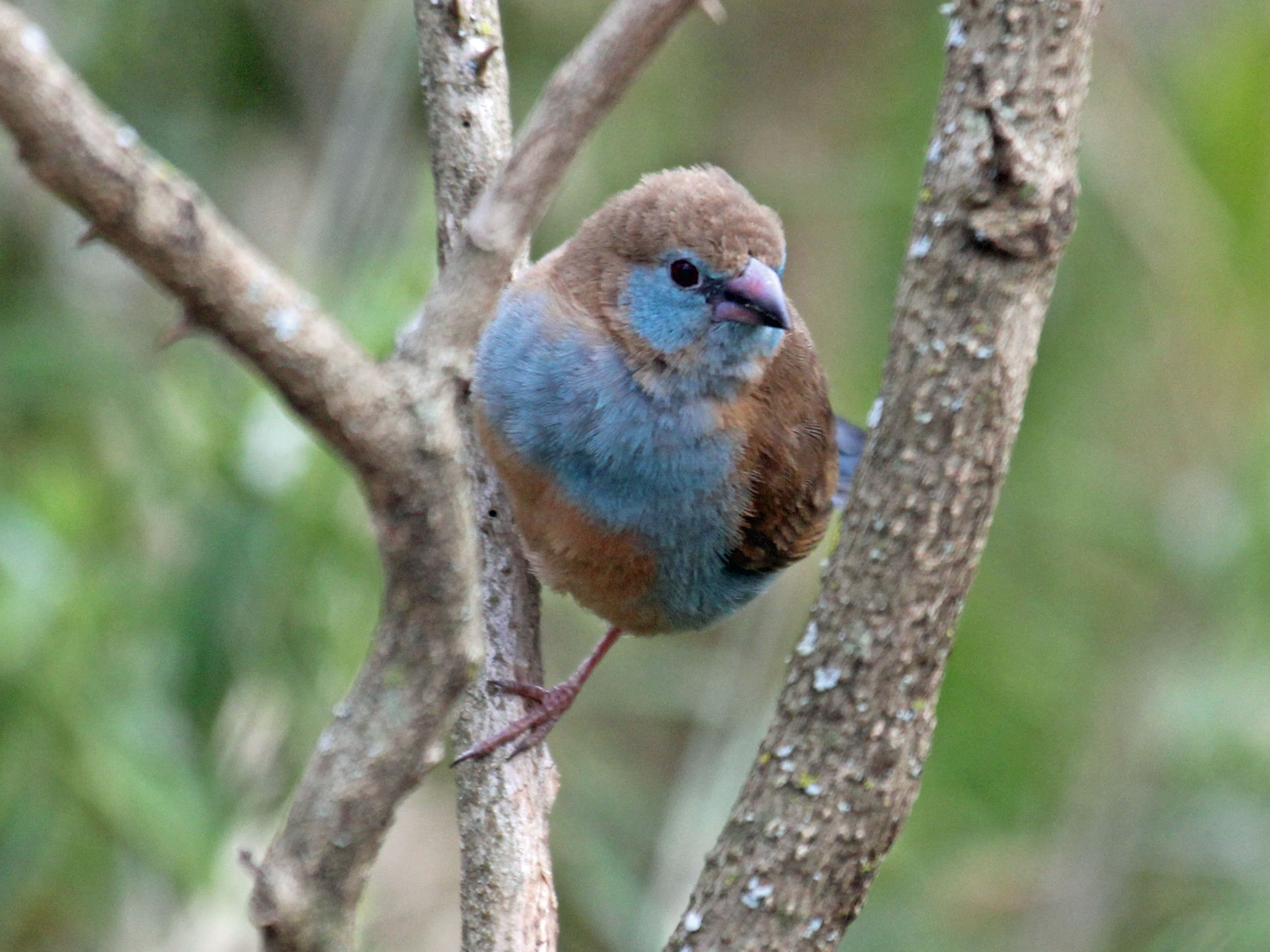
Астрильд в Кении

### Вокализация
Вокализация представляет собой тонкий, пронзительный и часто повторяющийся свист, похожий на «сиии-сиии» или «тси-тси». Более сложная песня состоит из 4-6 высоких нот, последняя из которых длинная, низкая и более грубая. Эта «ритмичная, но неторопливая» песня похожа на «вит-вит-дидли-дидли-ии-ии». В отличие от других воробьиных птиц, самки красноухого астрильда, как и всех мотыльковых видов, умеют петь; они также защищают небольшой участок вокруг своего гнезда. Их песня является менее сложной, чем у самцов, и они редко поют. Чаще всего самки поют до начала кладки яиц, поскольку считается, что это способствует укреплению моногамных отношений или синхронизации размножения.

## Среда обитания и ареал

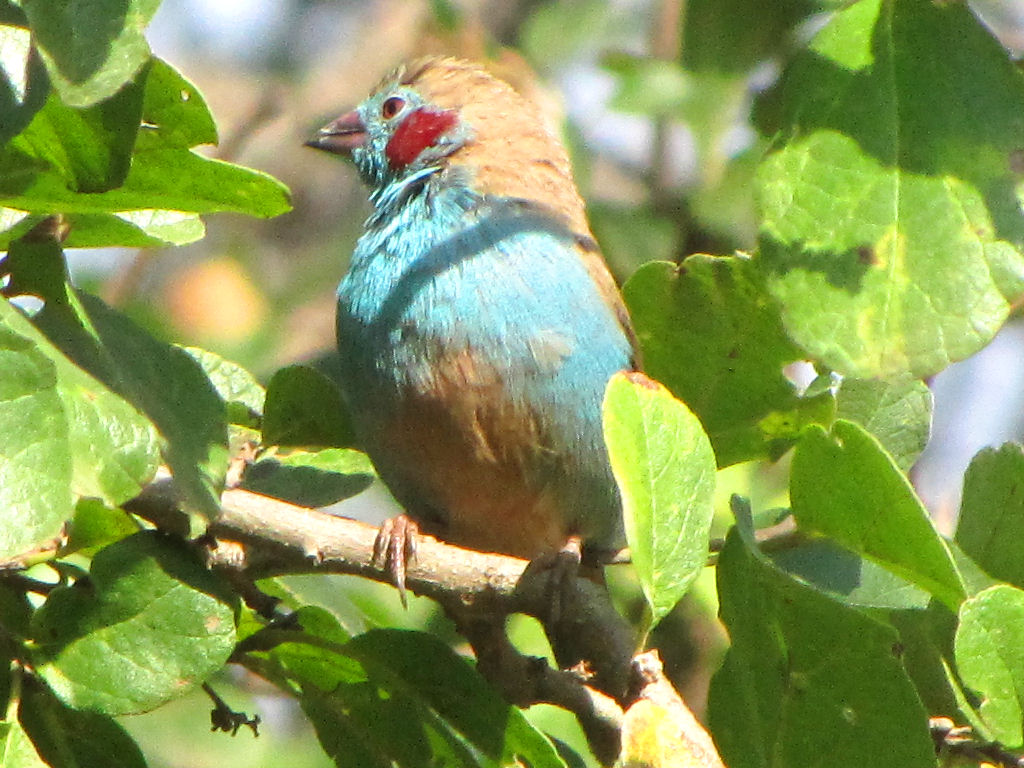
Красноухий астрильд в заповеднике Нгоронгоро

Краснощёкий астрильд распространён по всей территории Центральной и Восточной Африке. Его ареал простирается от Сенегала, Гамбии и юго-западной Мавритании в сторону южных Мали, Нигера, Чада и Судана до Эфиопии, северо-западного и юго-западного Сомали в направлении южной части Демократической Республики Конго, восточной Анголы, северной и западной Замбии, Танзании, южного и северного Мозамбика. Вид также интродуцирован на Гавайских островах Гавайи и Оаху. Однажды птицы были обнаружены в 1924 году в Кабо-Верде, а в середине 1960-х годов - в районе Маади. Вероятно, эти птицы сбежали из клеток, но каких-либо доказательств не было найдено.
Птица встречается во всех средах обитания, кроме внутренних лесных районов, на высоте до 2430 м.

## Поведение
Птицу можно часто встретить на открытых травянистых сообществах и саваннах, а также около поселений людей.

### Питание
Краснощёкий астрильд - зерноядная птица, питающаяся в основном семенами трав, а также просом. Также известно, что птица время от времени потребляет воск. Крупные зерноядные, такие как доминиканская вдовушка, отгоняют мотыльковых астрильдов от источников пищи, ограничивая мелких птиц в пищевых предпочтениях.

### Размножение
Гнездо представляет собой большое сооружение из травы с боковым входом у дерева, кустарника или тростника, где откладываются 4-5 белых яйца.

## Происхождение
Антонио Арнаисом-Вильеном и в соавторстве с другими орнитологами были получены происхождение и филогения птицы. Предположительно вьюрковые ткачики зародились в Индии, а затем распространились в направлении Африки и Тихого океана.

## Разведение
Красноухие астрильды очень плохо переносят акклиматизацию и транспортировку. Сообщается, что краснощёкий астрильд находится в списке «самых популярных экзотических амадин». Хотя по уходу за астрильдом не требуется каких-либо специальных навыков, привычка ночевать на открытых ветках, а не в гнезде или других защитных сооружениях, делает птицу чувствительной к низким температурам. Во время сезона размножения самцы в неволе становятся очень агрессивными по отношению друг к другу, а потревоженные во время высиживания птицы, как правило, покидают гнездо.